# He Shanshan
Dans ce nom chinois, le nom de famille, He, précède le nom personnel Shanshan.
He Shanshan (née le 13 août 1999 à Nanchang) est une athlète handisport chinoise participant pour la Chine aux épreuves handisports du 400 m, du 1500 m et du marathon. Elle est médaillée d'argent aux jeux para-asiatiques de 2022 à Hangzhou en catégorie T11 ainsi qu'aux championnats du monde d'athlétisme handisport 2019 de Dubaï et de 2024 à Kobe. Aux Jeux paralympiques d'été de 2024 de Paris, elle obtient une médaille d'argent au 1500 m et la médaille de bronze au 400 m.